# AST/ALT 비
AST/ALT 비(영어: AST/ALT ratio)는 사람 또는 동물의 혈액에서 아스파르트산 아미노기전이효소(AST) 및 알라닌 아미노기전이효소(ALT)의 농도 비율이다. AST/ALT 비율이라고도 한다. AST/ALT 비는 혈액 검사로 측정되며, 간손상 또는 간독성의 원인을 구별하기 위해 아미노기전이효소 증가에 대한 의학적 진단에 유용하다.
간세포 손상의 대부분의 원인은 AST보다 ALT의 더 큰 증가와 관련이 있다. 그러나 AST : ALT ≥ 2 : 1 이상인 경우 특히 γ-글루타밀기전이효소가 증가된 경우 알코올성 간질환이 있음을 시사한다.
AST 대 ALT의 비율은 또한 비알코올성 지방간염 환자의 간질환에서 때때로 상승할 수 있으며, 간경변이 발생한 C형 간염 환자의 알코올성 간질환에서 빈번하게 상승한다. 또한 윌슨병 또는 바이러스성 간염으로 인한 간경변 환자는 AST가 ALT보다 높을 수 있지만 비율은 일반적으로 그보다 크지 않다.
AST가 ALT보다 높으면 근육 이상도 고려해봐야 한다. 예를 들어 피부근염으로 인한 근육 염증은 AST > ALT를 유발할 수 있다. 이것은 다른 원인으로 인해 AST나 ALT에 영향을 미칠 수 있는 경우로 AST 및 ALT가 간기능에만 관련된 척도가 아님을 상기시킨다. 이것은 간의 합성 능력을 확실하게 반영하지 못하고, 간 이외의 조직(예: 근육)에서도 나올 수 있기 때문이다. 예를 들어 역도와 같은 격렬한 운동은 운동 후 일주일 동안 ALT를 50~200 U/L로, AST를 100~1000 U/L로 증가(AST를 ALT의 약 4배까지 증가)시킬 수 있다.

## 역사
AST/ALT 비는 1957년에 아미노기전이효소에 대한 분석을 수행한 페르날도 데 리티스(Fernando De Ritis)의 이름을 따서 명명된 "데 리티스 비(De Ritis Ratio)"로도 알려져 있다.

## 메커니즘
| AST/ALT 비 | 관련 조건            |
| ---------- | -------------------- |
| >5         | 간외 원인            |
| >2         | 알코올성 간염        |
| >2         | 간세포암             |
| >2         | 초기 바이러스성 간염 |
| <1         | 말기 바이러스성 간염 |

간세포에서 AST 대 ALT의 비율은 대략 2.5 : 1이지만, AST가 ALT(t½=36 h)에 비해 두 배 빠르게(t½=18 h) 간의 동양혈관 내피세포에 의해 혈청에서 제거되기 때문에 결과적으로 AST와 ALT의 혈청 수준은 건강한 사람에서 상당히 비슷하며 정상적인 AST/ALT 비가 약 1(일반적으로 약 1.15)이 된다.
AST/ALT 비가 >5이면 반드시 간외 조직과 관련이 있는데 간세포의 사멸은 이론적으로 2.5/1 이하의 AST/ALT 비를 생성하기 때문이다. 1차 원인은 간외이기 때문에 일반적으로 ALT의 변화없이 단독으로 AST가 상승한다. 일반적인 상태에서는 뼈 질환, 임신, 만성 신부전, 림프종 및 울혈성 심부전이 포함된다.
간세포의 사멸이 일반적인 배경 수준 이상으로 증가하면 ALT와 비교한 AST의 혈청 수준은 AST가 ALT보다 2배 이상 우세한 세포 비율을 반영하는 경향이 있으며, 만성적이고 지속적인 간세포 손상(예: 알코올성 간염, 간세포암 등) 및 초기 급성 간손상(예: 바이러스성 간염 등)이 있는 상태에서 AST/ALT 비가 일반적으로 >2인 이유를 설명한다.
말기 급성 간손상에서 신체는 AST를 제거할 충분한 시간을 가질 수 있지만, ALT는 그만큼 제거하지 못하여 종종 AST/ALT가 <1이 된다. 검사가 급성 바이러스성 간염이 후기에 시행된다는 사실은 질병 초기에 AST/ALT 비가 종종 상승함에도 불구하고 AST/ALT 비가 <1인 것의 통상적인 연관성을 설명한다. 급성 간손상이 해결됨에 따라 신체는 ALT를 제거할 더 많은 시간을 가지게 된다. 만성 간질환이 없는 경우 AST/ALT 비는 점차 기준 범위로 돌아간다.

## 같이 보기
- 아스파르트산 아미노기전이효소 (AST)
- 알라닌 아미노기전이효소 (ALT)
- 간기능 검사
- 아미노기전이효소 증가